# Boris Dallo
Boris Dallo (Nantes, Países del Loira, 12 de marzo de 1994) es un baloncestista francés que pertenece a la plantilla de Strasbourg IG de la LNB Pro A. Con 1,96 metros de estatura, juega indistintamente en las posiciones de base o escolta.

## Trayectoria deportiva

### Profesional
Dio sus primeros pasos en el baloncesto en el Centre Fédéral de Basket-Ball, el equipo de formación del Instituto Nacional del Deporte francés. En 2012 firmó su primer contrato profesional, con el Poitiers Basket 86, donde jugó una temporada en la que promedió 2,5 puntos y 1,9 rebotes por partido.
En agosto de 2013 fichó por el KK Partizan de Belgrado, de la Liga Serbia. donde jugó dos temporadas, en la primera consiguieron el Campeonato de Liga de Serbia, promediando en la segunda de ellas 3,0 puntos y 1,7 rebotes por partido.
En julio de 2015 regresó a su país para fichar por el Olympique d'Antibes, donde jugó una temporada en la que promedió 5,1 puntos y 2,3 rebotes por partido. Al término de la misma, rompió el contrato con el club.
El 30 de octubre de 2016, Dallo fue elegido en el puesto 14 del Draft de la NBA Development League por los Long Island Nets, equipo al que pertenece en la actualidad.
En la temporada 2021-22, firma por el Cholet Basket de la Ligue Nationale de Basket-ball.
El 3 de julio de 2023 fichó por el ASVEL Basket de la LNB Pro A y la Euroliga. El 24 de febrero rescinció su contrato con el ASVEL, para firmar poco después por el Strasbourg IG.

### Selección nacional
Dallo ha jugado en las categorías inferiores de la selección francesa, disputando el Campeonato de Europa de baloncesto sub-18 de 2011 disputado en Polonia, en el que acabaron en séptima posición, promediando 5,1 puntos, 2,7 rebotes y 2,0 asistencias por partido. Participó en el mismo torneo al año siguiente, celebrado en Letonia y Lituania, en el que promedió 5,1 puntos y 2,4 rebotes por partido.